# اووه گران
اووه گران (سوئدی: Ove Grahn; ۹ مهٔ ۱۹۴۳ – ۱۱ ژوئیهٔ ۲۰۰۷) بازیکن فوتبال اهل سوئد بود.
از باشگاه‌هایی که در آن بازی کرده‌است می‌توان به باشگاه فوتبال گراس‌هاپر زوریخ، باشگاه فوتبال لوزان-اسپورت، و باشگاه فوتبال الفسبورگ اشاره کرد.
وی همچنین در تیم‌های ملی فوتبال  زیر ۲۱ سال سوئد و سوئد بازی کرده‌است.